# Лас-Куерлас
Лас-Куерлас (ісп. Las Cuerlas) — муніципалітет в Іспанії, у складі автономної спільноти Арагон, у провінції Сарагоса. Населення — 66 осіб (2010).
Муніципалітет розташований на відстані близько 190 км на схід від Мадрида, 95 км на південний захід від Сарагоси.

## Демографія
Динаміка населення (INE ):